# Mohu
Mohu (deutsch Moichen, ungarisch Móh) ist ein Dorf im Kreis Sibiu (Rumänien). Es ist Teil der Gemeinde Șelimbăr (Schellenberg).

## Lage
Mohu liegt im Süden Siebenbürgens, etwa 8 Kilometer südöstlich von Hermannstadt. Unmittelbar südlich des Ortes mündet der Hârtibaciu (Harbach) in den Cibin (Zibin).

## Geschichte
Moichen wurde im Jahr 1488 erstmals urkundlich erwähnt. Es lag auf Königsboden und war ursprünglich ein Dorf der Siebenbürger Sachsen. Etwa im 16. Jahrhundert wurde Moichen von den Sachsen verlassen. In der Folge wurde das Dorf von Rumänen besiedelt.

## Bevölkerung
Bereits seit den ersten offiziellen Volkszählungen ab 1850 war Mohu nahezu ausschließlich von Rumänen bewohnt. Im Jahr 2002 gaben hier von den damals 677 Einwohnern 652 diese Nationalität an. Daneben lebten 19 Roma, 3 Deutsche und 3 Ungarn im Ort.

## Verkehr
Mohu hat einen Bahnhalt an der Strecke Sibiu–Avrig. Bis 2001 verkehrte außerdem die Schmalspurbahn „Wusch“ durch den Ort.
Nordwestlich des Dorfes in etwa zwei Kilometern Entfernung wurde die Autobahnumfahrung von Sibiu gebaut und ist Teil der Autobahn A1.

## Sehenswürdigkeiten
In Mohu befindet sich die 1782 bis 1885 erbaute, mit Innenmalereien versehene Rumänisch-Orthodoxe Kirche Sfântul Nicolae, die in der nationalen Liste der historischen Monumente (Lista Monumentelor Istorice) als historisches Denkmal ausgewiesen ist.

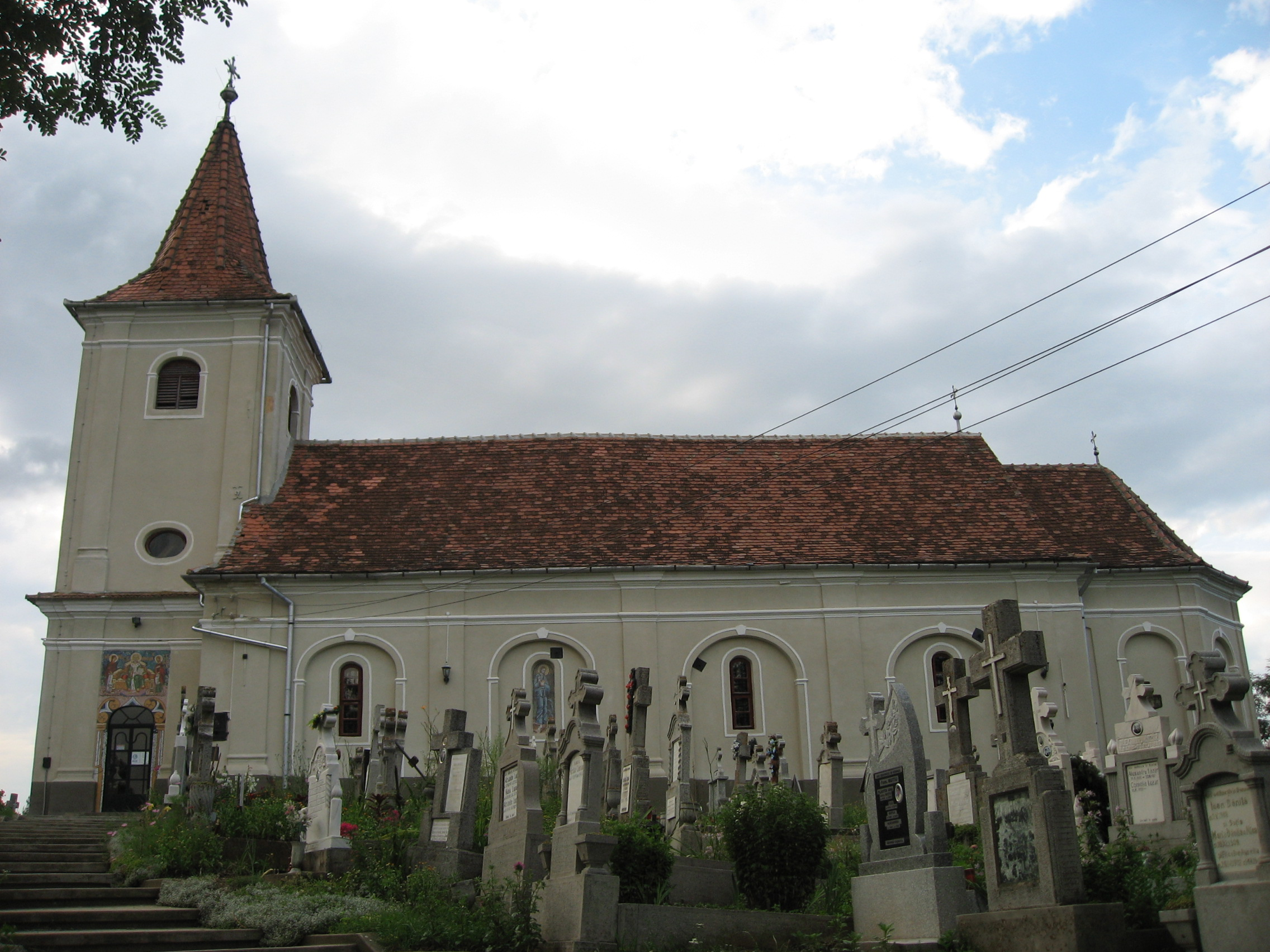
Orthodoxe Kirche Sfânte Nicolae
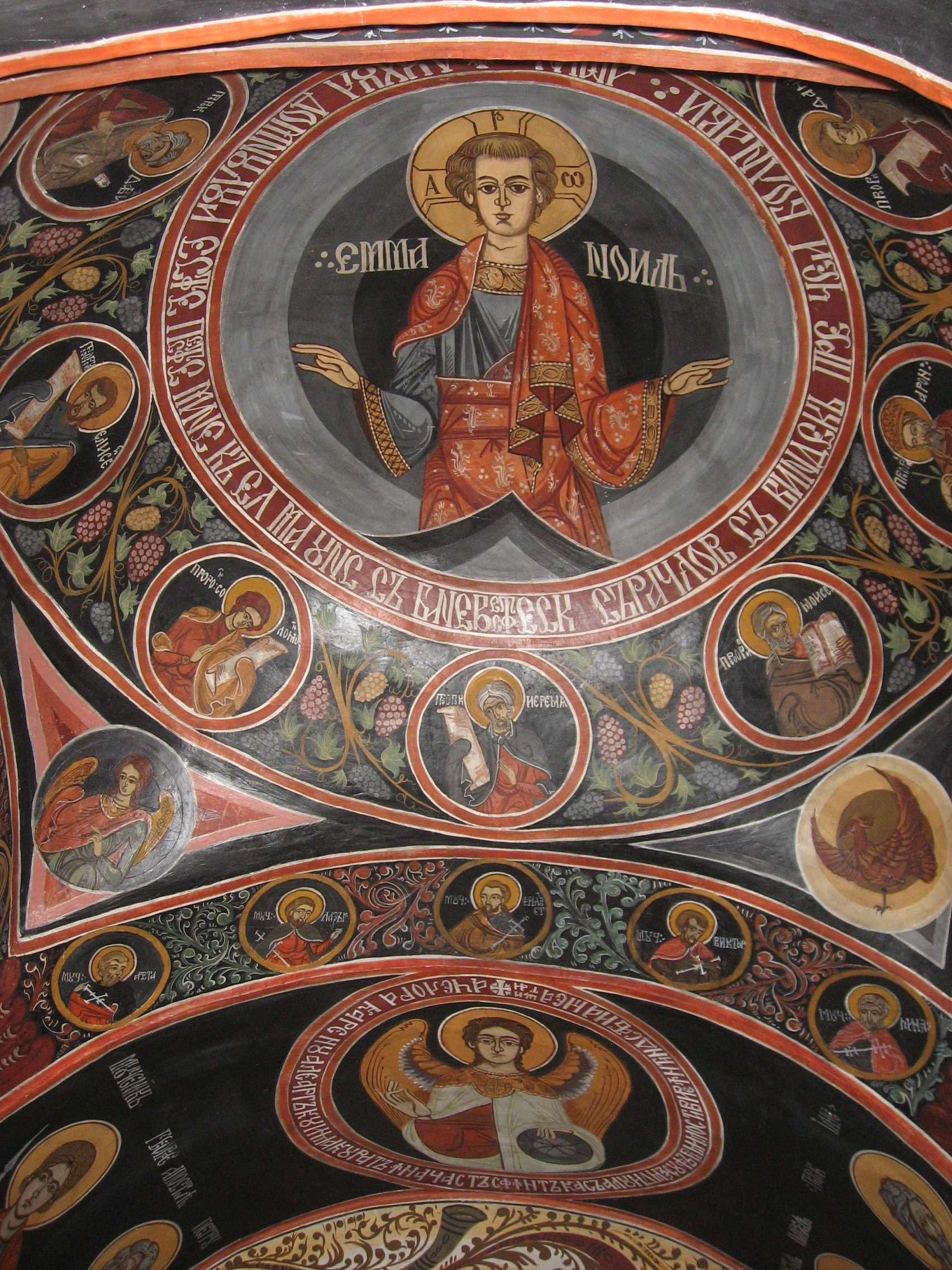
Byzantinische Fresken mit rumänisch-kyrillischen Beschriftungen
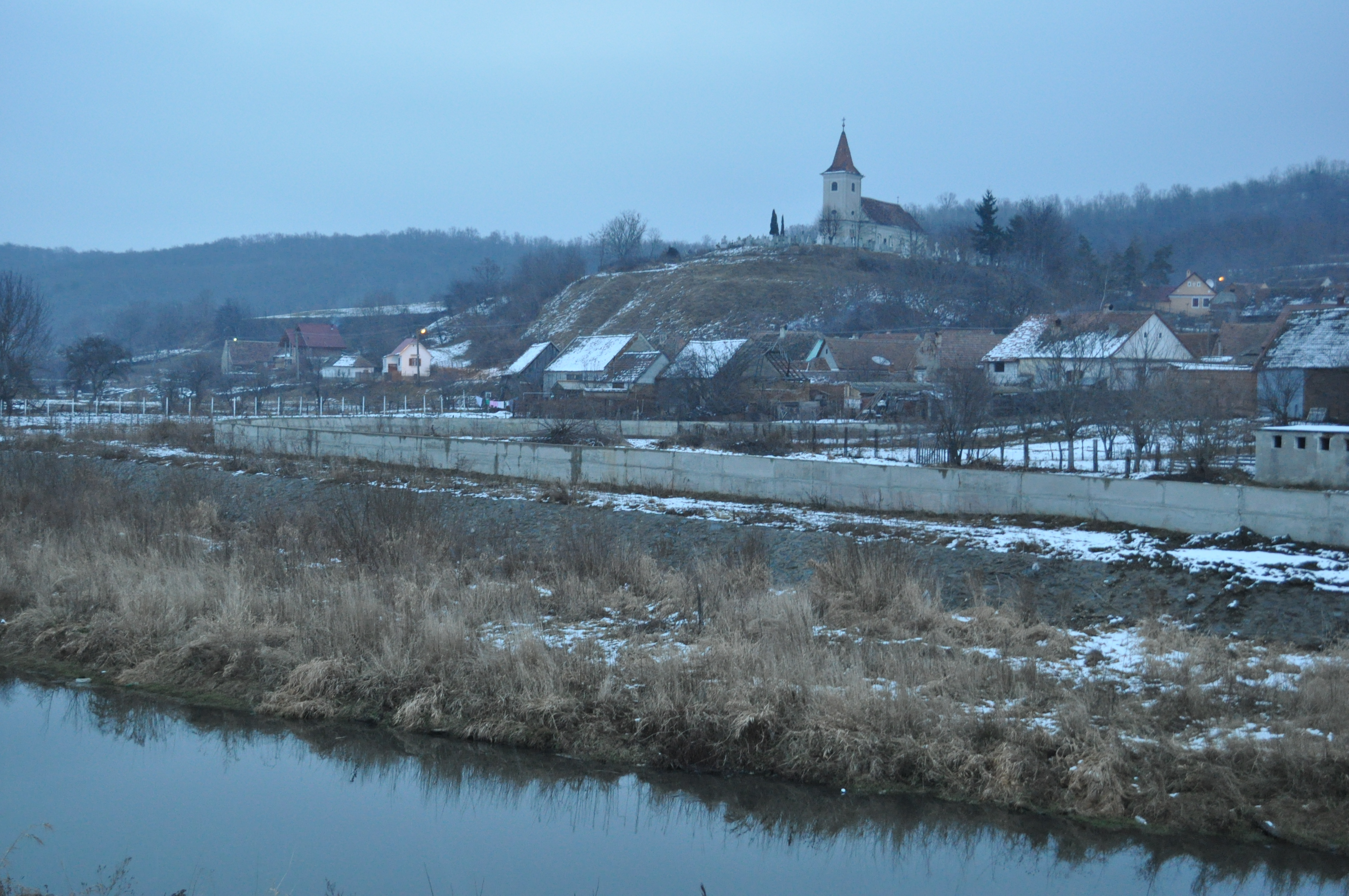
Blick auf die orthodoxe Kirche
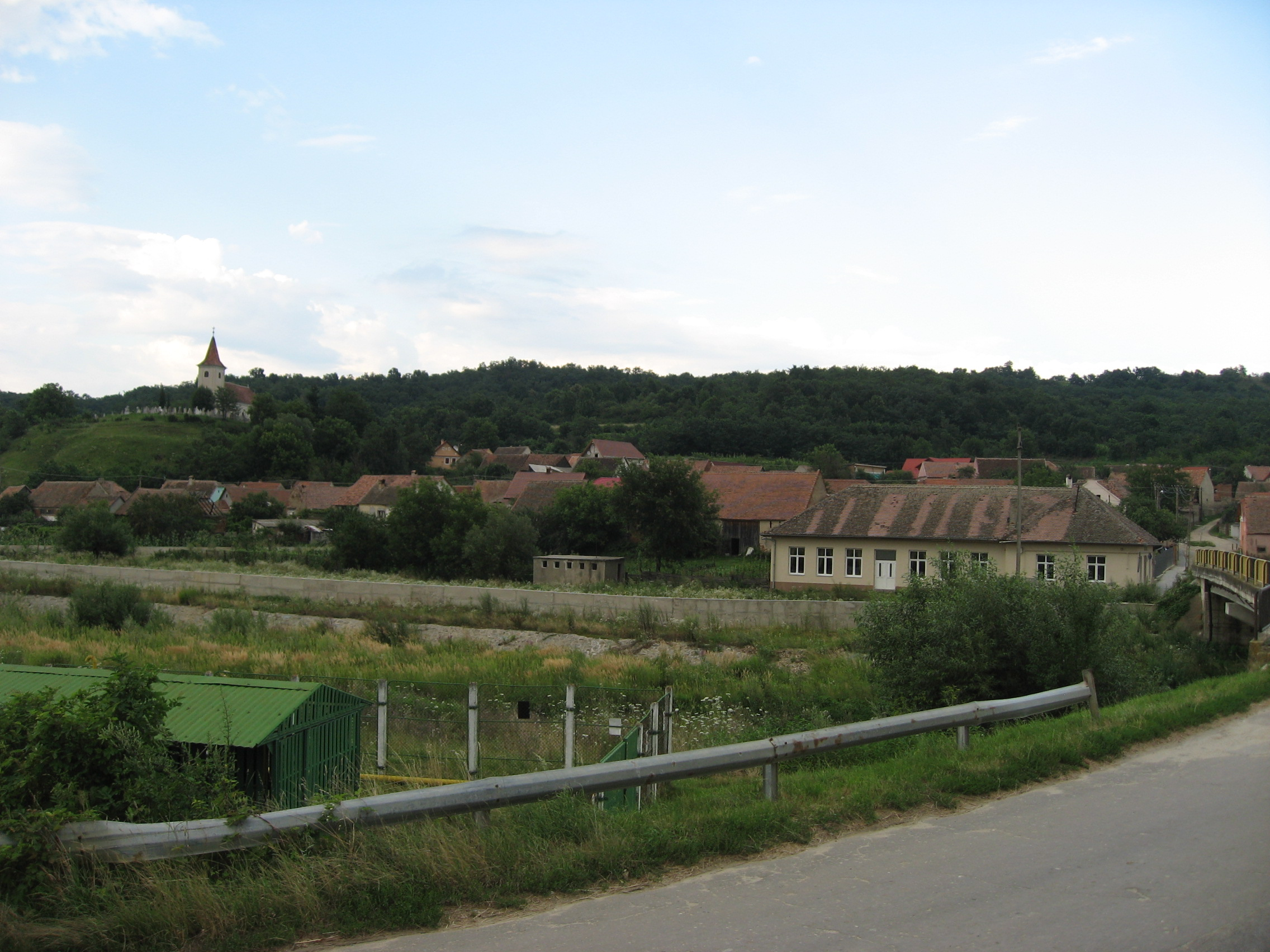
Ansicht von der Dorfeinfahrt

## Persönlichkeiten
- Achim Stoia (1910–1973), Komponist, Dirigent, Hochschullehrer und Musikethnologe